# Oskari Friman
Oskari Friman (São Petersburgo, 27 de janeiro de 1893 — Vyborg, 19 de outubro de 1933) foi um lutador de luta greco-romana finlandês.

## Carreira
Foi vencedor da medalha de ouro na categoria até 60 kg em Antuérpia 1920.
Foi vencedor da medalha de ouro na categoria de 62-67,5 kg em Paris 1924.